# 루이스 울하임

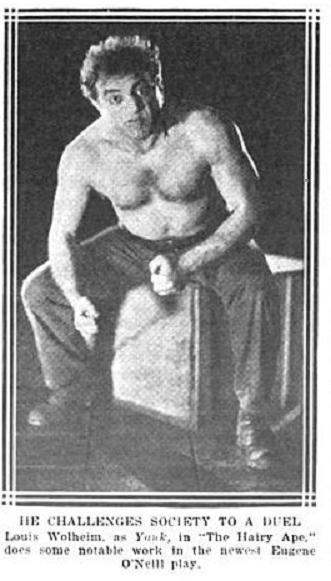

루이스 울하임(Louis Wolheim, 1880년 3월 28일 ~ 1931년 2월 18일)은 미국의 배우, 영화배우, 연극 배우이다.
뉴욕에서 태어났으며 로스앤젤레스에서 사망하였다. 사인은 위암이다. 할리우드 포에버 공동묘지에 매장되었다.

## 영화
- 신사의 운명 (1931년)
- 서부 전선 이상 없다 (1930년)
- 스퀘어 숄더 (1929년)
- 컨뎀드 (1929년)
- 시련 (1928년)
- 소렐과 아들 (1927년)
- 미인국 2인 행각 (1927년)
- 풍운의 고아 (1921년)
- 지킬 박사와 하이드씨 (1920년)